# Еллінгштедт
Еллінгштедт (нім. Ellingstedt) — громада в Німеччині, розташована в землі Шлезвіг-Гольштейн. Входить до складу району Шлезвіг-Фленсбург. Складова частина об'єднання громад Аренсгарде.
Площа — 21,49 км2. Населення становить 736 ос. (станом на 31 грудня 2020).